# Улица Кропоткина (Санкт-Петербург)
У́лица Кропо́ткина — улица в Петроградском районе Санкт-Петербурга. Проходит от Кронверкской улицы до Малой Пушкарской улицы.

## История названий
Прежнее наименование, Малая Белозерская, улица получила по слободе Белозерского полка.
Большой Белозерской называлась проходящая параллельно улица Воскова.
В 1929 году она была переименована в честь революционера-анархиста Петра Кропоткина.

## Примечательные здания

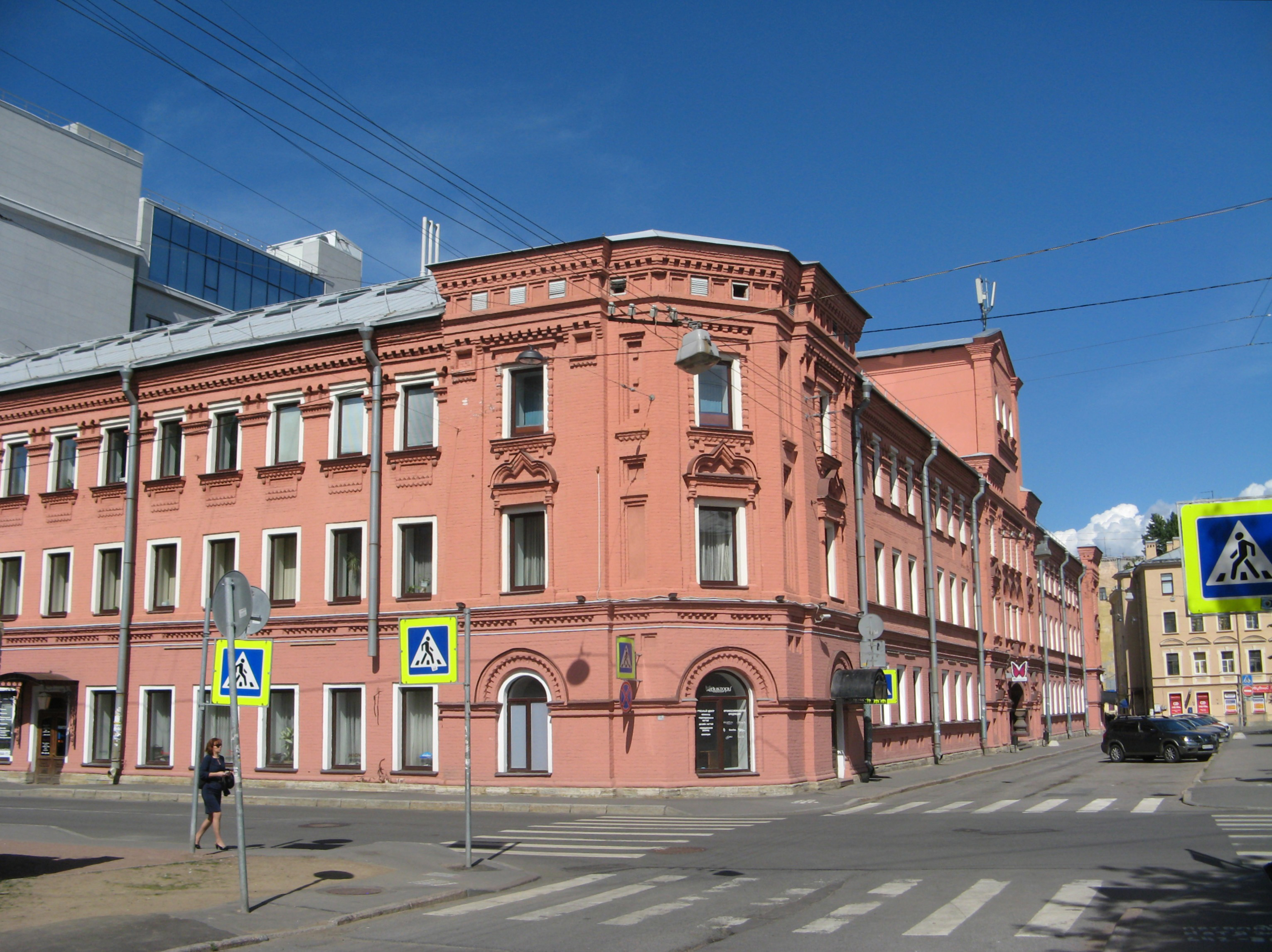
Здание Белозерских бань П. И. Шорохова

- Дом 1 (Кронверкская улица, 10 / улица Ленина, 3)  7831375000 — здание Белозерских бань П. И. Шорохова, 1882 г., арх. П. Ю. Сюзор.
- Дом 11 — дом в стиле модерн, построенный архитектором Н. С. Бродовичем в 1910—1911 годах.

Сочетание белой и зелёной плитки, женские головки, львиные маски с человеческим выражением лица — все это оживляет фасад и делает его выразительным.— ?
- Дом 19 (ул. Саблинская, 8)  7831376000 — доходный дом С. Ф. Френкеля, 1911—1912 гг., архитектор В. В. Шауб[2].

## Пересечения
- улица Ленина
- Саблинская улица